# Schloss Langenrain
Schloss Langenrain ist ein barocker Schlossbau im Allensbacher Ortsteil Langenrain im Landkreis Konstanz.

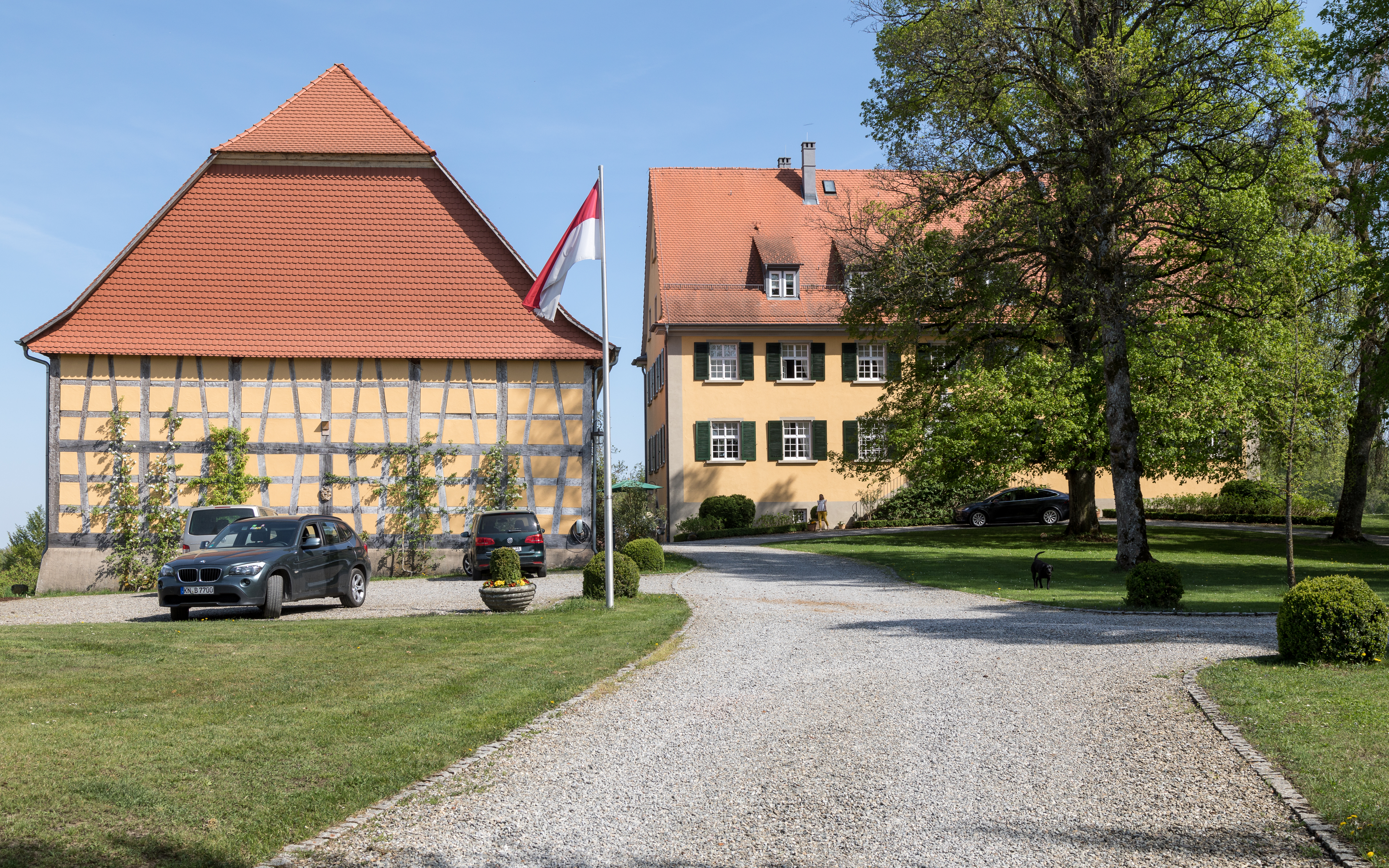
Schloss Langenrain – Westseite

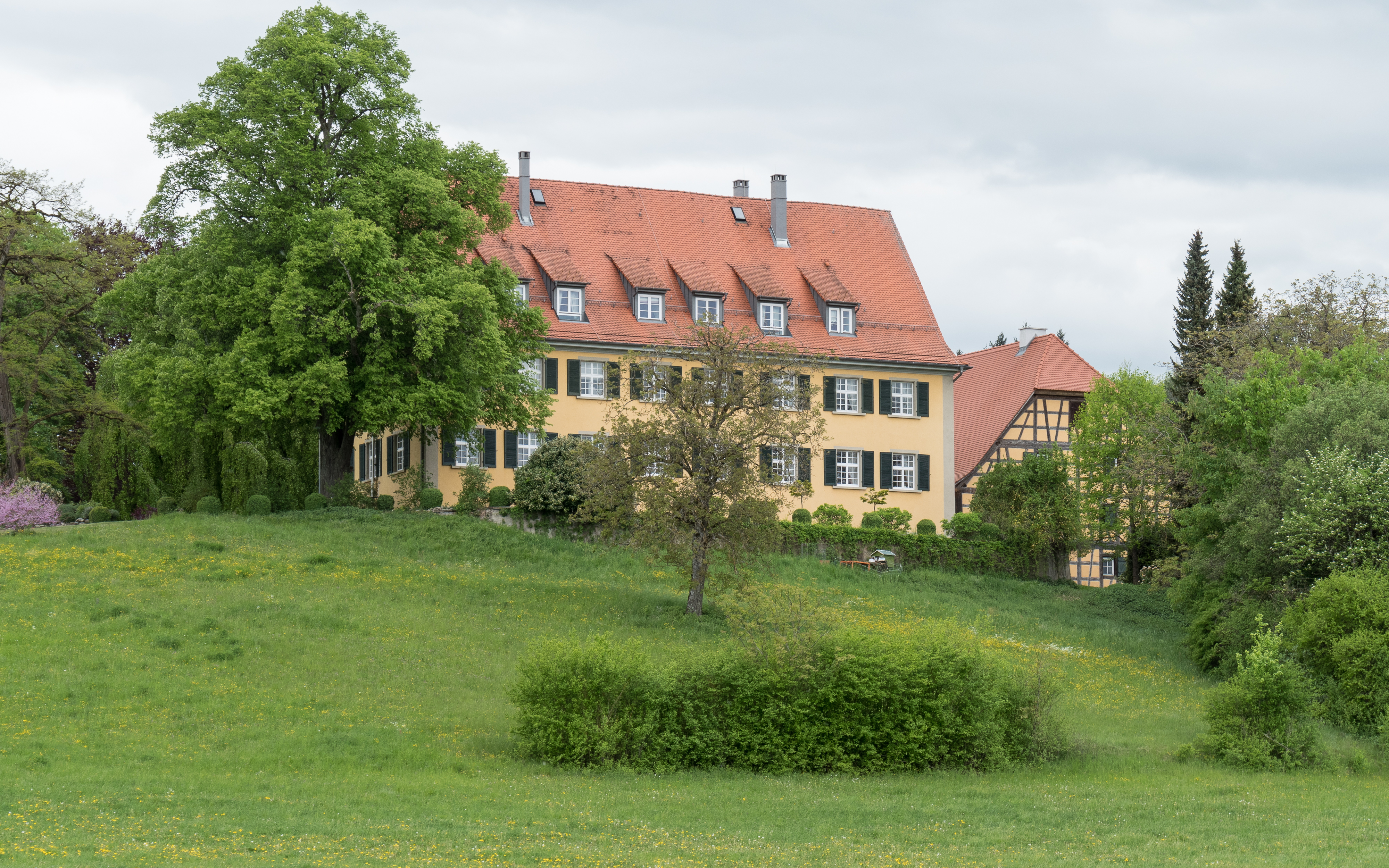
Schloss Langenrain – Ostseite

## Geschichte
Die Herrschaft Langenrain war im Mittelalter im Besitz der Herren von Bodman, die Langenrain jedoch nach dem Dreißigjährigen Krieg an die Herren von Ulm verkauften. 1684 wurde von Marx Anton von Ulm ein Schlossbau anstelle eines ehemaligen Wittumhofs begonnen, der 1686 fertiggestellt wurde. 1814 kam das Schloss durch die Erbfolge wieder an die Herren von Bodman, die das Gebäude bis 1936 als Witwensitz nutzten. Danach diente Schloss Langenrain bis 1945 unter anderem als Jagdschloss und Wohnsitz des gräflichen Försters. In den ersten Jahren nach dem Zweiten Weltkrieg war das Schloss Unterkunft für französische Soldaten und Kriegsgefangene. 1967 begann ein Innenumbau zu einem Hotel, das sich bis 1974 im Schloss befand. Von 1992 bis 2006 war das Schloss Weiterbildungsstätte der Fachhochschule Konstanz. Im Jahr 2005 wurde das Gelände von Maximilian Graf von Oppersdorff erworben, der Renovierungsarbeiten am Schloss, dem Nebengebäude und dem Schlosspark durchführen ließ. Seit 2008 dient das Schloss als privater Wohnsitz der Familie.

## Beschreibung
Das Schloss ist ein rechteckiger, zweigeschossiger Bau unter Satteldach. Über dem Portal mit Freitreppe auf der Westseite des Gebäudes befindet sich ein Allianzwappen von Marx Anton von Ulm und seiner Gemahlin Maria Franziska von Bodman. Die Innenräume sind teilweise mit stuckiert, im ersten Stock befindet sich zudem ein mit mehrfarbig glasierten Kacheln versehener Ofen aus dem 18. Jahrhundert. Zum Schloss gehört eine zweigeschossige Fachwerkscheune mit Krüppelwalmdach.